# Carta Geral das Bandeiras Paulistas
Carta Geral das Bandeiras Paulistas é uma carta topográfica organizada por Afonso d'Escragnolle Taunay e desenhada pelos cartógrafos Gregório Colas e José Domingues dos Santos Filho em 1921. A escala da carta é 1:5.500.00 e está localizada na sala Cartografia colonial e documentos antigos, no Museu Paulista.

## Descrição e contexto
A obra tem 2 metros e 33 centímetros de altura por 2 metros e 63 centímetros de largura e desde 1922 ocupa espaço de destaque na sala Cartografia colonial e documentos antigos do Museu Paulista, onde foi posta no contexto da comemoração da Independência procurando ilustrar a importância das bandeiras paulistas na construção do Brasil, fato evidenciado pela disposição das demais obras da sala como a Fundação de São Vicente e o retrato de Domingos Jorge Velho, ambos de Benedito Calixto.